# Indie music scene
«Інді» (англ. indie) — це скорочення від «індіпендентний», що означає музику, яка випускається незалежними музичними лейблами або виконавцями, які самостійно контролюють процес створення та продажу своєї музики. Сцена indie music scene відноситься до спільноти артистів, фанатів, журналістів та інших учасників, які цікавляться або працюють у жанрі незалежної музики. Ця сцена може включати в себе різноманітні стилі та напрямки, і її членство може бути досить різноманітним, починаючи від маленьких гуртів, які тільки починають свою кар'єру, до вже відомих і популярних виконавців.